# اینتل کور آی-۷
اینتل کور آی-۷ (به انگلیسی: Intel Core i7) یک خانواده از پردازندههای ۶۴ بیتی مخصوص رایانه‌های رومیزی و رایانه‌های قابل حمل (لپ‌تاپ) ساخت شرکت اینتل است. اولین پردازنده‌ها از این خانواده با استفاده از ریزمعماریِ اینتل نهالم انتشار یافته و جانشین خانوادهٔ اینتل کور-۲ شدند. تمام مدل‌های انتشار یافته و دو مدل آینده، پردازنده‌های چهار هسته‌ای می‌باشند. شناسه‌س کور آی-۷ (Core i۷) در ابتدای نام نسل نخست پردازنده‌های این خانواده به کار گرفته شد که با اسم رمز بلوم‌فیلد (BloomField)  شناخته می‌شوند. اینتل اظهار می‌کند که نام مستعارِ کور آی-۷ به منظورِ کمک به مصرف‌کنندگان در خرید پردازنده‌های جدیدترِ برپایهٔ نهالم (که قصد دارد در آینده انتشار دهد) انتخاب شده‌است. در نامگذاری استفاده از نشان کور دنبال خواهد شد. کور آی-۷ که ابتدا در کاستاریکا فراهم آمد، به طور رسمی در ۱۷ نوامبر ۲۰۰۸ روانه بازار و در ایالت‌های آریزونا، نیومکزیکو و اورگان ساخته شد. البته کارخانهٔ اورگان فقط به فرایند پردازنده‌های ۳۲ نانومتری نسل جدید پرداخت.

## هسته‌های پردازشگر

### بلوم فیلد
نخستین پردازنده‌های کور آی-۷ با اسم رمز بلوم‌فیلد (Bloomfield) و با نام کور آی-۷ سریِ ۹۰۰ (Core i7–9xx) و زئون (پردازنده‌های مخصوص سرور) سری ۳۵۰۰ شناخته می‌شوند که از سال ۲۰۰۹ جزو گرانترین پردازنده‌های اینتل بوده و از سوکت ۱۳۶۶ استفاده می‌کنند.

### لین‌فیلد
لین‌فیلد (Lynnfield) نام دومین پردازنده‌ای است که با علامت کور آی-۷ به فروش رفت در حالی که همزمان با نام کور آی-۵ نیز فروخته شد. بر خلافِ بلوم‌فیلد، هستهٔ لین‌فیلد دارای واسطه کیوپی‌آی (QPI) نیست، اما مستقیماً به پل جنوبی (South Bridge) و ابزارهای جانبی وصل بوده و با سرعت ۲٫۵ گیگابایت بر ثانیه با استفاده از پیوندهای بین سوکت ۱۱۵۶ با واسط رسانه مستقیم (DMI) و درگاه پرسرعت اتصال اجزاء جانبی تبادل اطلاعات می‌کند. پردازنده‌های کور آی-۷ برپایهٔ لین‌فیلد دارای فناوری فرا رشته‌ای (به انگلیسی: Hyper-Threading) که به معنی شکستن زنجیرهٔ بزرگ دستورها است به یکاهای کوچک و پردازش همزمان آنها) هستند که در پردازنده‌های برپایهٔ لین‌فیلدِ کور آی-۵ وجود ندارد.

### کلارکس‌فیلد
کلارکس‌فیلد (Clarksfield) نام نسخهٔ موبایل لین‌فیلد است که با علامت کور آی-۷ موبایل (Core i7 Mobile) به عنوان بخشی از پلتفرم کالپلا (Calpella) در دسترس است. کلارکس‌فیلد در بازار توسعه دهنده اینتل در ۲۳ سپتامبر ۲۰۰۹ عرضه شد.

### آراندِیل
دومین نسخه‌های کور آی-۷ عرضه شده برای موبایل، آراندیل (Arrandale) بود و با نام کور آی-۷ سری ۶۰۰ (Core i۷–۶xx) فروخته شد که دارای واحد پردازش تصویر کامل و دو هستهٔ پردازشی بود. کلارک‌دیل (Clarkdale)، نام نسخه‌ای دیگر از آراندیل مخصوص رایانه‌های رومیزی است که فقط با پیش‌نامِ کور آی-۳ و کور آی-۵ به فروش می‌رود.

### مشخصات

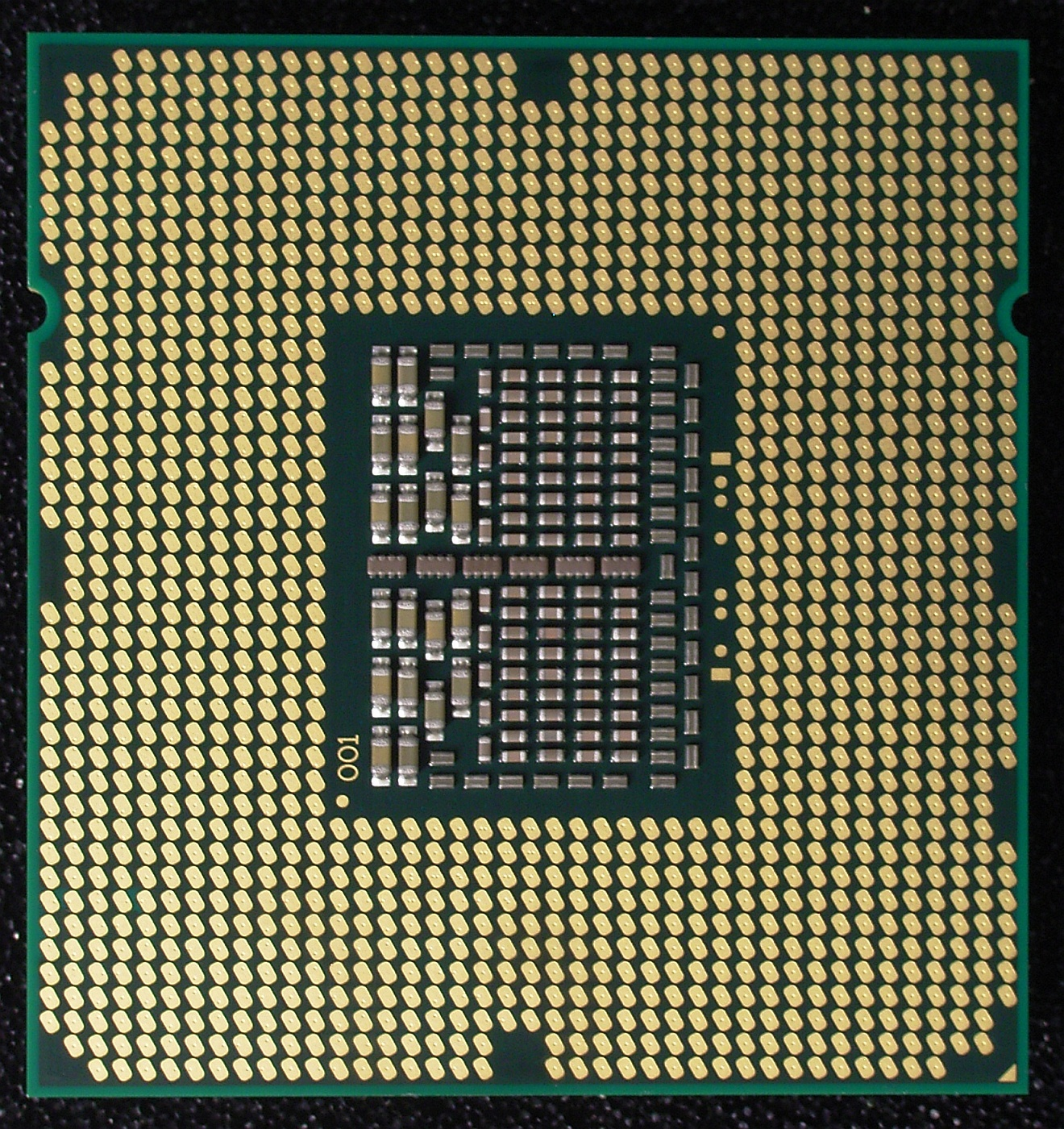
اتصالات ال‌جی‌آ-۱۳۶۶ برای کور آی-۷ ۹۴۰

| اسم رمز (مقاله اصلی)                   | نماد                           | نماد جدید                                  | نام تجاری (فهرست)                 | حافظه نهان سطح ۳ | سوکت            | مصرف برق | مشخصه اندازه | گذرگاه ورودی/خروجی                            | تاریخ انتشار |
| -------------------------------------- | ------------------------------ | ------------------------------------------ | --------------------------------- | ---------------- | --------------- | -------- | ------------ | --------------------------------------------- | ------------ |
| بلوم‌فیلد (Bloomfield)                  | نماد اینتل کور آی-۷ نسخه نهایی | نماد اینتل کور آی-۷ اکس‌ای (از ۲۰۰۹ به بعد) | کور آی-۷ سری ۹۰۰ اکس‌ای            | ۸ مگابایت        | ال‌جی‌آ-۱۳۶۶      | ۱۳۰ وات  | ۴۵ نانومتر   | گذرگاه پرسرعت (QuickPath)                     | نوامبر ۲۰۰۸  |
| بلوم‌فیلد (Bloomfield)                  | نماد اینتل کور آی-۷            | نماد اینتل کور آی-۷ (از ۲۰۰۹ به بعد)       | کور آی-۷ سری ۹۰۰                  | ۸ مگابایت        | ال‌جی‌آ-۱۳۶۶      | ۱۳۰ وات  | ۴۵ نانومتر   | گذرگاه پرسرعت (QuickPath)                     | نوامبر ۲۰۰۸  |
| لین‌فیلد (Lynnfield)                    | نماد اینتل کور آی-۷            | نماد اینتل کور آی-۷ (از ۲۰۰۹ به بعد)       | کور آی-۷ سری ۸۰۰                  | ۸ مگابایت        | ال‌جی‌آ-۱۱۵۶      | ۹۵ وات   | ۴۵ نانومتر   | واسط رسانه مستقیم (DMI)                       | سپتامبر ۲۰۰۹ |
| کلارکس‌فیلد (Clarksfield)               | —                              | نماد اینتل کور آی-۷ اکس‌ای (از ۲۰۰۹ به بعد) | کور آی-۷ سری ۹۰۰ اکس‌ام نسخه نهایی | ۸ مگابایت        | میکرو پی‌جی‌آ-۹۸۹ | ۵۵ وات   | ۴۵ نانومتر   | واسط رسانه مستقیم (DMI)                       | سپتامبر ۲۰۰۹ |
| کلارکس‌فیلد (Clarksfield)               | —                              | نماد اینتل کور آی-۷ (از ۲۰۰۹ به بعد)       | کور آی-۷ سری ۸۰۰ کیو-ام           | ۸ مگابایت        | میکرو پی‌جی‌آ-۹۸۹ | ۴۵ وات   | ۴۵ نانومتر   | واسط رسانه مستقیم (DMI)                       | سپتامبر ۲۰۰۹ |
| کلارکس‌فیلد (Clarksfield)               | —                              | نماد اینتل کور آی-۷ (از ۲۰۰۹ به بعد)       | کور آی-۷ سری ۷۰۰ کیو-ام           | ۶ مگابایت        | میکرو پی‌جی‌آ-۹۸۹ | ۴۵ وات   | ۴۵ نانومتر   | واسط رسانه مستقیم (DMI)                       | سپتامبر ۲۰۰۹ |
| آراندیل (Arrandale) (انتشار نیافته‌است) | —                              | —                                          | کور آی-۷ سری ۶۰۰ ام               | ۴ مگابایت        | میکرو پی‌جی‌آ-۹۸۹ | ۳۵ وات   | ۳۲ نانومتری  | واسط رسانه مستقیم، واحد پردازش تصویر (جی‌پی‌یو) | اوایل ۲۰۱۰   |
| آراندیل (Arrandale) (انتشار نیافته‌است) | —                              | —                                          | کور آی-۷ سری ۶۰۰ ال‌ام             | ۴ مگابایت        | میکرو پی‌جی‌آ-۹۸۹ | ۲۵ وات   | ۳۲ نانومتری  | واسط رسانه مستقیم، واحد پردازش تصویر (جی‌پی‌یو) | اوایل ۲۰۱۰   |
| آراندیل (Arrandale) (انتشار نیافته‌است) | —                              | —                                          | کور آی-۷ سری ۶۰۰ یوام             | ۴ مگابایت        | میکرو پی‌جی‌آ-۹۸۹ | ۱۷ وات   | ۳۲ نانومتری  | واسط رسانه مستقیم، واحد پردازش تصویر (جی‌پی‌یو) | اوایل ۲۰۱۰   |